# Reyes Calderón
Reyes Calderón Cuadrado (Valladolid, 14 de noviembre de 1961) es una escritora, economista y profesora universitaria española que reside en Madrid desde el año 2017. Está casada y es madre de nueve hijos.

## Biografía
En 1984 se licencia en Economía y Administración de Empresas por la Universidad de Valladolid, donde completa además su posgrado en el programa de doctorado en Económicas, trasladándose a Navarra, donde fija su residencia.
Desde 1987 es miembro de la Facultad de Economía y Administración de Empresas en la Universidad de Navarra, obteniendo los doctorados en Economía (1991) y Filosofía (1997).
Desde 2008 a 2014 es Decana de la Facultad de Económicas, orientando su actividad al estudio de buenas prácticas de gobierno corporativo y de estrategias de anticorrupción y transparencia.
En 2005 publica su primera novela, Las lágrimas de Hemingway, protagonizada por la jueza Lola MacHor, personaje de ficción creado por la autora.
También dedica parte de su tiempo a la pintura, firmando sus cuadros con el seudónimo de Lola MacHor.

## Obras

### Serie protagonizada por Lola MacHor
- Las lágrimas de Hemingway (Editorial Difácil, 2005)
- Los crímenes del número primo (RBA Libros, 2008)
- El Expediente Canaima (RBA Libros, 2009)
- El último paciente del doctor Wilson (Planeta, 2010)
- La venganza del asesino par (Planeta, 2012)
- Dispara a la luna (Planeta, 2016)
- Clave Matisse (Planeta, 2018)
- Los crímenes del caviar (Planeta, 2025)

### Otras novelas
- El jurado número 10 (Planeta, 2013)
- Tardes de chocolate en el Ritz (Planeta, 2014)
- La puerta del cielo (Planeta, 2015)
- El juego de los crímenes perfectos (Planeta, 2022)[10]

## Premios
- Premio Abogados de Novela 2013 (Martínez Roca, Grupo Planeta) por El jurado número 10.[11]
- Premio Azorín 2016 (Diputación de Alicante. Planeta) por Dispara a la luna.[12]
- Premio Cartagena de Novela Negra 2023, por El juego de los crímenes perfectos.[13]